# 長崎市立高城台小学校
長崎市立高城台小学校（ながさきしりつ たかしろだいしょうがっこう、Nagasaki City Takashirodai Elementary School）は、長崎県長崎市高城台一丁目にある公立小学校。

## 概要
歴史
東長崎の長崎市立矢上小学校校区の児童数増加に対応するため、2008年（平成20年）に新設された。統廃合の上新設された小学校を除けば、長崎市で最も新しい小学校である。
校歌
作詞は中嶋一靖、作曲は本間勇輔による。3番まであり、各番とも校名の「高城台」で終わる。
分校
旧・現川分校 （〒851-0135 長崎市現川町1912番地、北緯32度47分33.9秒 東経129度55分38.7秒）- 1・2年生のみ。3年以上は本校に通学。2016年（平成28年）3月末に廃止。
校区
現川町、平間町、高城台1~2丁目、東町（1094~1778番地以外）、矢上町（28番、38~39番、41~53番、35・37・40番の各一部）
中学校区は長崎市立東長崎中学校。

## 沿革
- 2008年（平成20年）4月1日 - 「長崎市立高城台小学校」（現校名）が開校。長崎市立矢上小学校から現川[2]分校が移管される。
- 2016年（平成28年）3月31日 - 現川分校を廃止。

## アクセス
本校
最寄りのバス停
- 長崎県営バス 「高城台南」バス停
- 長崎バス「高城台南」バス停

旧・現川分校
最寄りの鉄道駅
- JR九州 長崎本線 「現川駅」

最寄りのバス停
- 長崎県営バス 「現川駅前」バス停

## 関連事項
- 長崎県小学校一覧